# Anduin

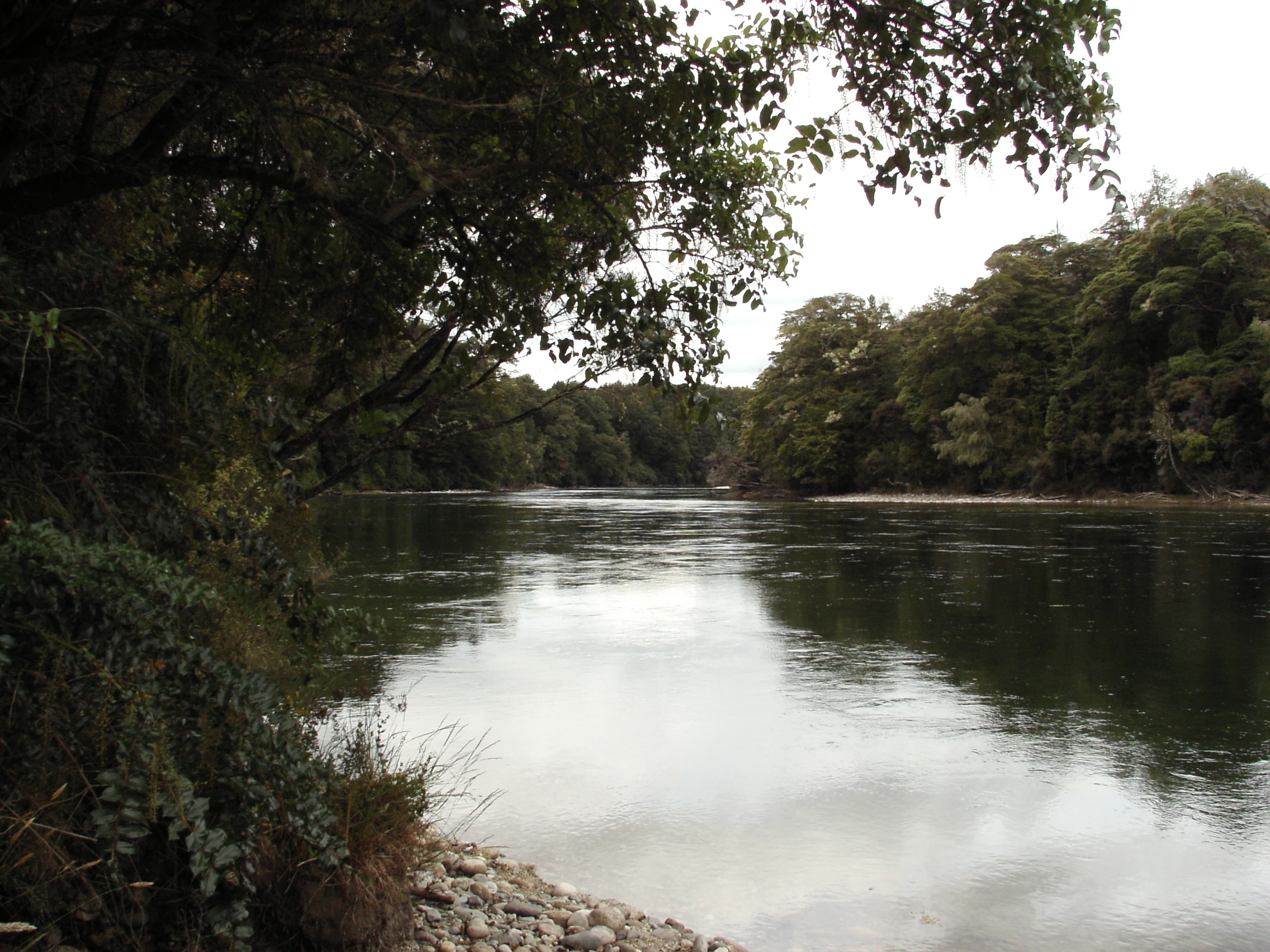
Le fleuve néo-zélandais Waiau représente l'Anduin dans le film de Peter Jackson La Communauté de l'anneau.

L’Anduin, ou Grande Rivière des Terres Sauvages (Great River of Wilderlands) est un fleuve de fiction de la Terre du Milieu, dans le légendaire de l'écrivain britannique de J. R. R. Tolkien, cité dans ses romans Le Hobbit et Le Seigneur des anneaux. Dans La Communauté de l'anneau, premier tome du Seigneur des anneaux, le voyage de la Compagnie de l'Anneau s'effectue en partie sur ce fleuve, de la Lothlórien aux chutes du Rauros.
L'Anduin traverse le Rhovanion et le Gondor. Sa taille lui a valu son nom, ainsi que son surnom de « Grand Fleuve ». D'après l'estimation de la géographe Karen Wynn Fonstad, l'Anduin mesure 2 234 km de long (1 388 milles).

## Étymologie
Comme la plupart des toponymes de la Terre du Milieu, Anduin est un nom sindarin (la langue des Elfes Gris). Il signifie « Long Fleuve » : de and « long » et duin « fleuve ». Il est parfois également appelé « Grand Fleuve ».
Dans Le Hobbit, il n'apparaît que sous le nom de « Grand Fleuve de la Contrée Sauvage ». Lors de la rédaction du Seigneur des anneaux, Tolkien envisagea plusieurs noms sindarins avant de s'arrêter sur Anduin : Beleghîr « Grand (Puissant) Fleuve », Sirvinya « Nouveau Sirion » et Andon.

## Géographie
L'Anduin est issu de deux cours d'eau nés dans le nord du Rhovanion : le Greylin, issu de deux cours d'eau nés sur le versant sud de l'Ered Mithrin, et la Langwell, qui prend sa source sur le versant oriental des Monts Brumeux. Après leur confluence, la rivière coule vers le sud-sud-est, recevant à l'ouest les eaux du Rhimdath ou Rhimdad,. Son cours enclot ensuite deux îlots, le plus au sud étant le Carrock, un rocher au sommet plat servant aux réunions d'ours organisés par Beorn. Au sud du Carrock se trouve l'Ancien Gué, seul point de passage du fleuve avant les Méandres, par lequel passe l'Ancienne Route de la Forêt qui traverse la Forêt Noire d'ouest en est. Un pont s'y trouvait à la fin du Second Âge : il fut renforcé pour permettre le passage des armées de la Dernière Alliance des Elfes et des Hommes.
Le cours du fleuve s'infléchit ensuite plein sud, dans une longue dénivellation qui s'achève sur une dépression où la Rivière aux Iris se jette dans l'Anduin. La région, occupée par un lac au Premier Âge, devint au fil du temps un marécage, les Champs d'Iris. Le cours de l'Anduin s'accélère à nouveau à la sortie des Champs d'Iris et il coule plein sud, puis sud-ouest, formant la limite orientale de la Lothlórien et recevant les eaux du Celebrant ; puis vers le sud-est, formant deux grands méandres dans la région basse et plate séparant le Plateau de Rohan des Terres Brunes. La Limeclaire, frontière nord du royaume de Rohan, s'y jette dans la courbe du Méandre Nord. L'Anduin traverse ensuite les collines de l'Emyn Muil, creusant de profondes falaises et traversant une zone de rapides, Sarn Gebir, impraticable par bateau mais contournée par un chemin de portage. L'Anduin traverse ensuite le défilé de l'Argonath et entre dans le vaste lac de Nen Hithoel, qui se déverse hors de l'Emyn Muil à travers les chutes du Rauros.
L'Entalluve se jette ensuite dans l'Anduin à travers un long delta intérieur, tandis que le cours du fleuve s'infléchit vers l'est et l'Ithilien, où il coule de nouveau vers le sud, se divisant en deux bras autour de l'île de Cair Andros et recevant de nombreux ruisseaux descendus de l'Ephel Dúath sur sa rive gauche. Après Osgiliath, où de nombreux ponts ont été jetés sur le fleuve, son cours s'infléchit à nouveau vers l'ouest pour contourner l'Emyn Arnen au niveau de Minas Tirith, puis il descend vers le sud et le sud-ouest. L'Erui et le Sirith, nés dans l'Ered Nimrais, se jettent dans l'Anduin sur sa rive droite, de même que le Poros, issu de l'Ephel Dúath, sur la gauche. L'Anduin se jette enfin dans la baie de Belfalas à travers le vaste delta de l'Ethir Anduin, situé à la latitude « de l'ancienne Troie environ » (39° N).
La haute vallée de l'Anduin comprend les terres traversées par le fleuve jusqu'à la Lothlórien, comprises entre les Monts Brumeux et la Forêt Noire, tandis que la basse vallée de l'Anduin s'étend au sud du Rauros, dans des régions essentiellement gondoriennes.

## Histoire
L'Anduin apparaît dans les récits lors de la Grande Marche des Eldar vers le Valinor : après avoir franchi « une grande forêt » (la future Forêt Noire), ils se retrouvent face à « un fleuve plus large que tous ceux qu'ils avaient vu ». Après avoir franchi le fleuve, une partie des Teleri, le troisième clan des Eldar, refuse de poursuivre plus loin la marche, effrayée par les hauts pics des Monts Brumeux : ils deviennent les Nandor. Certains s'installent dans la vallée de l'Anduin, tandis que d'autres finiront par reprendre la marche vers l'ouest pour s'établir en Beleriand. Ceux restés sur place constituent par la suite la majorité de la population du royaume de Thranduil et de la Lothlórien : les « Elfes sylvains » ou Tawarwaith.
En l'an 3320 du Second Âge, Isildur et Anárion, fuyant la submersion de Númenor, débarquent à l'embouchure de l'Anduin. Les deux frères remontent le fleuve et fondent le royaume du Gondor. Leurs deux cités, Minas Anor et Minas Ithil, se trouvent de part et d'autre de l'Anduin, et au centre, sur le fleuve, est édifiée leur capitale commune, Osgiliath. À la fin du Second Âge, l'armée de la Dernière Alliance des Elfes et des Hommes, partie d'Imladris, descend le fleuve pour se rendre en Mordor. C'est également le chemin que suit Isildur, après la guerre, pour rentrer à Imladris, mais son escorte est exterminée lors du Désastre des Champs d'Iris, et lui-même périt dans l'Anduin, peu après avoir perdu l'Anneau Unique dans les eaux du fleuve.
Au Troisième Âge, les hommes peuplant la haute vallée de l'Anduin entrent dans l'histoire. Durant leur migration vers l'ouest, au début du Premier Âge, des Hommes se sont établis au Rhovanion, comme les Elfes avant eux. La puissance de ces Hommes du Nord, alliés du Gondor, atteint son apogée vers le XIIIe siècle du Troisième Âge. À la même époque, le roi du Gondor Narmacil Ier édifie une série de fortifications le long de l'Anduin, particulièrement dans la région du Plateau, dépourvue d'obstacles naturels et où le fleuve est facilement franchissable.
En 1899 T.A., les Orientaux infligent aux Gondoriens et aux Hommes du Nord une lourde défaite. Ces derniers fuient les grandes plaines du Rhovanion pour se réfugier dans la haute vallée de l'Anduin, entre le Carrock et les Champs d'Iris, tandis que le Gondor se retire de tous ses territoires à l'est de l'Anduin, hormis l'Ithilien. Les Hommes du Nord de la vallée de l'Anduin prennent le nom d'Éothéod.
En 1977 T.A., les Éothéod remontent l'Anduin pour s'établir autour de ses sources, entre les Monts Brumeux et les Montagnes Grises ; ils établissent une forteresse, Framsburg, au confluent de la Greylin et de la Langwell. Durant la Paix Vigilante (2063-2460 T.A.), le Gondor néglige l'entretien de sa frontière de l'Anduin, ce qui se révèle périlleux lorsqu'une nouvelle invasion d'Orientaux se profile, en 2509. En hâte, l'Intendant Cirion fait appel aux Éothéod, qui écrasent les envahisseurs à la bataille du champ du Celebrant. Cirion donne à ses alliés le Calenardhon, qui devient le royaume de Rohan, mais la haute vallée de l'Anduin ne se dépeuple pas pour autant : à la fin du Troisième Âge, elle reste habitée par les Beornides, le peuple de Beorn, qui « maintiennent ouvert le Haut Col et le gué de Carrock ».

## Création et évolution
Le roman Le Hobbit, publié en 1937, évoque le « Grand Fleuve de la Contrée Sauvage », qui ne recevra son nom sindarin, « Anduin » que lors de l'écriture du Seigneur des anneaux.

## Adaptations
Il existe plusieurs cartes de lieux représentant l'Anduin dans le jeu de cartes à collectionner Le Seigneur des anneaux : les sorciers : l'une, « Anduin  River », a été dessinée par Mark Poole, et l'autre, « The Undeeps of Anduin » par David Martin.
Dans le film La Communauté de l'anneau, réalisé par Peter Jackson, le fleuve néo-zélandais Waiau représente l'Anduin.